# Moulin-Neuf (Dordogne)
Moulin-Neuf ist eine französische Gemeinde mit 973 Einwohnern (Stand 1. Januar 2022) im Département Dordogne in der Region Nouvelle-Aquitaine; sie gehört zum Arrondissement Périgueux und zum Kanton Montpon-Ménestérol.

## Bevölkerungsentwicklung
| Jahr                       | 1962 | 1968 | 1975 | 1982 | 1990 | 1999 | 2007 | 2018 |
| Einwohner                  | 574  | 517  | 507  | 569  | 664  | 703  | 840  | 935  |
| Quellen: Cassini und INSEE |      |      |      |      |      |      |      |      |